# فضح أساطير 11/9
فضح أساطير 11/9: لماذا لا تستطيع نظريات المؤامرة مقاومة الوقائع (بالإنجليزية: Debunking 9/11 Myths: Why Conspiracy Theories Can't Stand Up to the Facts)‏ هو كتاب واقعي يستند إلى مقال «9/11: فضح الأساطير» لعدد مارس / آذار 2005 من مجلة بوبيلار ميكانكس للمؤلفين الأمريكيين ديفيد دنبار وبراد ريغان، صدر الكتاب في 15 أغسطس 2006 بواسطة شركة هيرست كوميونيكاشنز. رد من خلاله المؤلفان على نظريات مؤامرة مختلفة عن هجمات 11 سبتمبر. قام المؤلفون بمقابلة أكثر من 300 مصدر للكتاب، معتمدين على حسابات الخبراء والشهود.

## المقال الأصلي
استلهم الكتاب من مقال صدر في آذار / مارس 2005 من مجلة «بوبيلار ميكانكس» تحت عنوان «9/11: فضح الأساطير»، والذي حاول أيضا فضح مختلف نظريات المؤامرة التي نشأت إبان 9/11. حيث أشار غلاف المجلة إلى المقال على أنه «كشف الأكاذيب 9/11، لا يمكن لنظريات المؤامرة الصمود أمام الحقائق الصعبة». تم تغيير عنوان النسخة الإلكترونية في وقت لاحق إلى «كشف حقيقة أساطير 9/11: تقرير خاص.» شمل فريق التقرير الأصلي بنجامين شيرتوف، دافين كوبرن، مايكل كونري، ديفيد إندرز، كيفين هاينز، كريستين روث، تراسي سايلنجر، إريك سوفج ومحرري مجلة بوبيلار ميكانكس.
وقد تمت الإشارة إلى المقالة على الموقع: (المجلة) من قبل منشورات ومنظمات مثل شيكاغو تريبيون، الجارديان خليج سان فرانسيسكو، ومكتب برامج الإعلام الخارجي.

## ردود الفعل
تمت الإشارة إلي كتاب فضح أساطير 11/9 كمرجع من قبل عدد من المصادر الإخبارية مثل سان فرانسيسكو كرونيكل و Courier-Mail.
في الذكرى الخامسة للهجمات، عرض برنامج الديمقراطية الآن! نقاشا بين دنبار وجيمس ب. ميجز من مجلة بوبيلار ميكانكس وديلان أفيري وجيسون بيرماس المخرجين والمنتجين للفيلم الوثائقي «تغيير فضفاض» عن 11 سبتمبر. وقد أجابت مجلة بوبيلار ميكانكس على الانتقادات الأولية لكتابهم في 13 أكتوبر 2006.
عرضت قناة التاريخ التلفزيونية مقابلات مع محرري مجلة بوبيلار ميكانكس في عرض خاص في أغسطس 2007 مدته 90 دقيقة أجاب على عدد من نظريات المؤامرة. كما تم إدراج الكتاب كمرجع للإجابة على نظريات المؤامرة المختلفة ضمن برنامج «مؤامرة 9/11: حقيقة أو خيال» والتي شملت مقابلات مع العديد من مناصري نظريات المؤامرة الخاصة بأحداث 11 سبتمبر 2001.

## بنيامين شيرتوف
ادعى أنصار نظريات المؤامرة 9/11 أن أحد الباحثين في مجلة بوبيلار ميكانكس، بنيامين شيرتوف هو ابن عم وزير الأمن الداخلي السابق مايكل تشيرتوف كونهم يشتركون في نفس الاسم الأخير. ومع ذلك، نفى تشيرتوف مرارًا هذا الادعاء، وعلى الأخص في عدد 11 سبتمبر 2006 من مجلة يو إس نيوز آند وورد ريبورت، قائلاً: «"لم يلتق أحد في عائلتي بأي شخص متعلق بمايكل تشيرتوف"». وفي مقابلة صوتية، أشار إلى أن أي علاقة محتملة لهما من المحتمل أن توجد فقط في «بيلاروسيا في القرن التاسع عشر»، وأن والدته وصفت أي علاقة من هذا القبيل بأنها «بعيدة».